# Масленицкий мост (A1)
Эта статья о новом масленицком мосте (шоссе A1). Статью о старом масленицком мосте (шоссе D8) см. здесь
Масленицкий мост (хорв. Maslenički most), Новый масленицкий мост, Масленицкий мост (A1) — автодорожный железобетонный арочный мост над Новским проливом в Задарской жупании, Хорватия. По нему проходит главная автомагистраль Хорватии A1 (Загреб — Задар — Сплит).

## Параметры
Общая длина моста — 378 метров, основной пролёт имеет длину 200 метров, высота свода над водой — 65 м. Ширина — 20,4 м, количество полос движения — 4 (по две в каждую сторону). Мост построен из железобетона, опоры моста опираются на бетонные основания, вделанные в известняковые скалы по обеим сторонам пролива.

## История

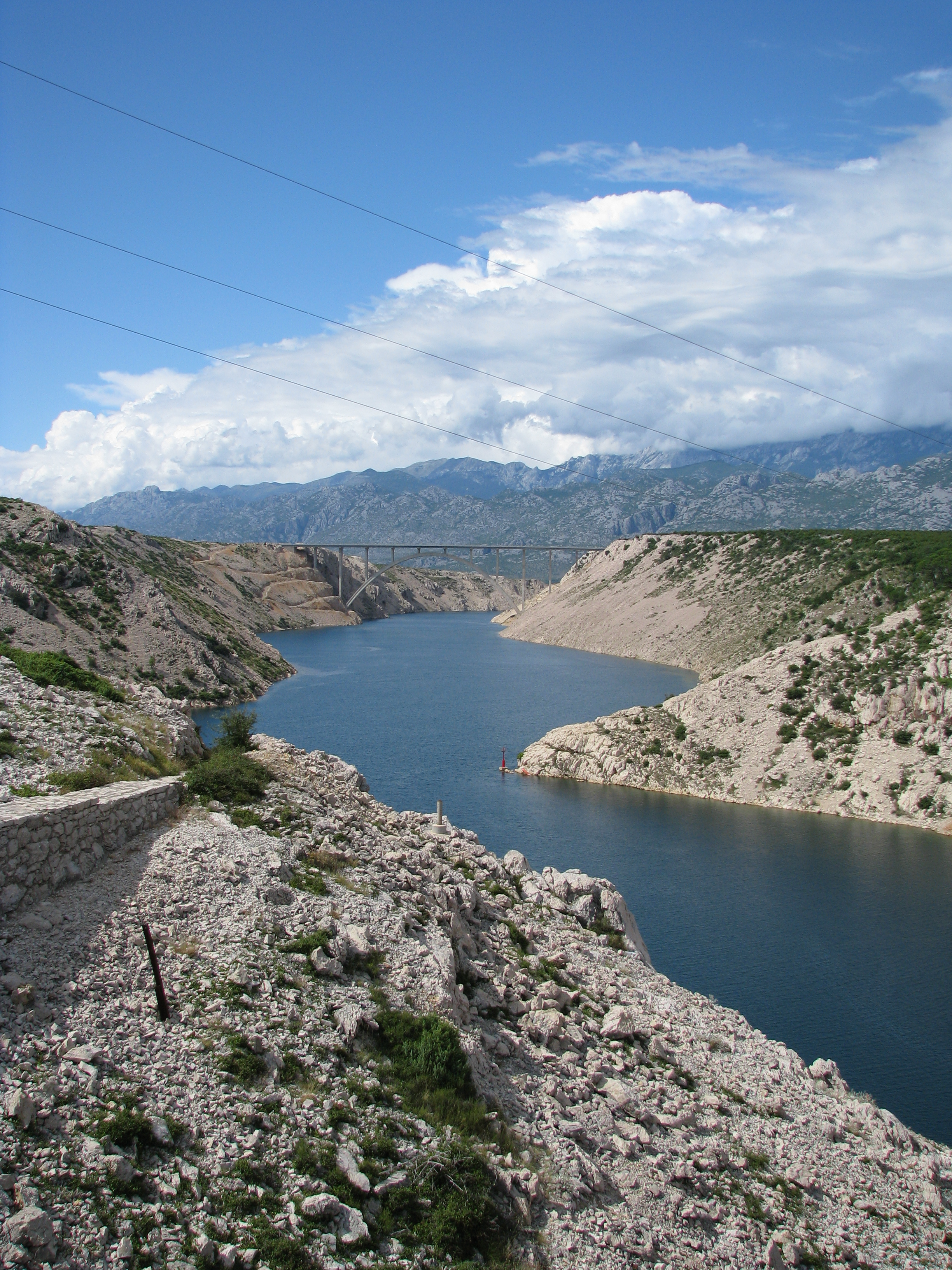
Новский пролив и новый масленицкий мост на заднем плане. Фотография выполнена со старого масленицкого моста

Приблизительно в 1,5 км южнее через пролив перекинут другой мост, который условно называют «старым» масленицким мостом. Он был разрушен в ноябре 1991 года в ходе войны в Хорватии. После того, как в 1993 году хорватская армия предприняла контрнаступление, получившее наименование операция «Масленица», она отвоевала берега Новского пролива. Рядом с разрушенным мостом был наведён временный понтонный, что позволило восстановить сквозное движение по адриатическому берегу. Позднее старый мост был восстановлен в первоначальном виде. Одновременно в другом месте Новского пролива, ближе к морю, началось возведение нового моста, для строящейся автомагистрали A1.
Мост был спроектирован сплитским инженером Юре Радичем (бюро «Конструктор») между 1993 и 1996 годом, торжественное открытие состоялось 8 апреля 1997 года. Вскоре после открытия выяснилось, что строители дороги недооценили силу возможных ветров над Новским проливом. Мост несколько раз закрывался, когда сила ветра превышала допустимую для безопасного движения. Проблема была устранена строительством ветрозащитных заграждений вдоль автострады на подъездах к мосту.

## Трафик
Поскольку автомагистраль A1 является платной, трафик на магистрали учитывается по числу машин, миновавших пункты оплаты. Согласно статистике, на участке трассы, в которую входит новый масленицкий мост, дневной трафик в среднем за год составляет 12 677 автомобилей, дневной трафик в среднем за лето — 32 411 машин. Столь резкий рост движения летом объясняется тем, что магистраль A1 — один из основных путей, по которому туристы следуют на курорты Адриатики.